# Заслуженный таможенник Российской Федерации
«Заслу́женный тамо́женник Росси́йской Федера́ции» — почётное звание, входящее в систему государственных наград Российской Федерации.

## История звания
Почётное звание «Заслуженный таможенник Российской Федерации» установлено Указом Президента Российской Федерации от 5 октября 2001 года № 1192 «О внесении дополнения в Указ Президента Российской Федерации от 30 декабря 1995 года № 1341 „Об установлении почётных званий Российской Федерации, утверждении положений о почётных званиях и описания нагрудного знака к почётным званиям Российской Федерации“».
Тем же указом утверждено первоначальное Положение о почётном звании, в котором говорилось:
Почётное звание «Заслуженный таможенник Российской Федерации» присваивается сотрудникам таможенных органов Российской Федерации за заслуги в защите экономического суверенитета и экономической безопасности Российской Федерации и состоящим на службе в таможенных органах Российской Федерации 15 и более лет в календарном исчислении.
В настоящем виде Положение о почётном звании утверждено Указом Президента Российской Федерации от 7 сентября 2010 года № 1099 «О мерах по совершенствованию государственной наградной системы Российской Федерации».

## Основания для присвоения
Звание «Заслуженный таможенник Российской Федерации» присваивается сотрудникам таможенных органов Российской Федерации за личные заслуги:
- в защите экономического суверенитета и экономической безопасности Российской Федерации;
- во внедрении современных технологий и технических средств осуществления контроля прохождения товаров и грузов через таможенную границу Российской Федерации;
- в совершенствовании системы таможенного регулирования в интересах экономики Российской Федерации;
- в подготовке квалифицированных кадров для таможенных органов Российской Федерации.

Почётное звание «Заслуженный таможенник Российской Федерации» присваивается, как правило, не ранее чем через 20 лет в календарном исчислении с начала осуществления служебной деятельности в таможенных органах Российской Федерации и при наличии у представленного к награде лица ведомственных наград (поощрений) федерального органа государственной власти или органов государственной власти субъектов Российской Федерации.

## Порядок присвоения
Почётные звания Российской Федерации присваиваются указами Президента Российской Федерации на основании представлений, внесенных ему по результатам рассмотрения ходатайства о награждении и предложения Комиссии при Президенте Российской Федерации по государственным наградам.

## Нагрудный знак
Нагрудный знак имеет единую для почётных званий Российской Федерации форму и изготавливается из серебра высотой 40 мм и шириной 30 мм. Он имеет форму овального венка, образуемого лавровой и дубовой ветвями. Перекрещенные внизу концы ветвей перевязаны бантом. На верхней части венка располагается Государственный герб Российской Федерации. На лицевой стороне, в центральной части, на венок наложен картуш с надписью — наименованием почётного звания.
На оборотной стороне имеется булавка для прикрепления нагрудного знака к одежде. Нагрудный знак носится на правой стороне груди.